# Conjetura de masa positiva
En la relatividad general, la conjetura de masa positiva o teorema de la energía positiva establece que, asumiendo la condición de energía dominante, la masa de un espacio-tiempo asintóticamente plano no es negativo; además, la masa es cero solo para el espacio-tiempo de Minkowski. Es un teorema de comparación de curvatura escalar, con condiciones de contorno asintóticas y una declaración correspondiente de rigidez geométrica .

## Descripción general
La prueba original del teorema de la masa ADM fue proporcionada por Richard Schoen y Shing-Tung Yau en 1979 utilizando métodos variacionales. Edward Witten dio otra prueba en 1981 basada en el uso de espinores, inspirados por teoremas de energía positiva en el contexto de la supergravedad. Ludvigsen y James Vickers, Gary Horowitz y Malcolm Perry, y Schoen y Yau dieron una extensión del teorema para la masa de Bondi.
Gary Gibbons, Stephen Hawking, Horowitz y Perry demostraron extensiones del teorema a tiempos espaciales asintóticamente anti-de Sitter y a la teoría de Einstein-Maxwell. La masa de un espacio-tiempo de Sitter asintóticamente anti-de no es negativo y solo es igual a cero para el espacio-tiempo anti de Sitter. En la teoría de Einstein-Maxwell, para un espacio-tiempo con carga eléctrica {\displaystyle Q} y carga magnética {\displaystyle P}, la masa del espacio-tiempo satisface (en unidades Gaussianas)
{\displaystyle M\geq {\sqrt {Q^{2}+P^{2}}},}
la igualdad se da en las soluciones de agujero negro extremo de Majumdar - Papapetrou.

## Aplicaciones
- En 1984, Schoen usó el teorema de la masa positiva en su trabajo que completó la solución del problema de Yamabe.
- El teorema de la masa positiva se usó en la prueba de Hubert Bray de la desigualdad riemanniana de Penrose.